# Famille Voruz
Pour les articles homonymes, voir Voruz (homonymie).
 (août 2024).
Si vous disposez d'ouvrages ou d'articles de référence ou si vous connaissez des sites web de qualité traitant du thème abordé ici, merci de compléter l'article en donnant les références utiles à sa vérifiabilité et en les liant à la section « Notes et références ».
La famille Voruz est une famille de métallurgistes nantais, originaire de Suisse.

## Personnalités suisses
- Louis Voruz (1768-1824), député au Grand Conseil du canton de Vaud (1803-1821), Conseiller d'État chargé des Affaires militaires, puis des Finances (1821-1824)[1]
- Éric Voruz (né en 1945) (?)

## Personnalités de la métallurgie nantaise

### Pierre Siméon Voruz
Artisan fondeur, il arrive en 1780 de Suisse à Nantes. 
Pierre Siméon Voruz est rejoint par son frère, Jean Samuel, vers 1790. Les frères Voruz travaillent pour la marine, fournissent les chantiers navals. Ils produisent également pour l'économie sucrière des Antilles.
Jean Samuel est le père de Pierre Samuel Voruz et de Jean Simon Voruz.
Après la Révolution, ils fournissent des petits canons et des fusils aux navires de l'armée républicaine. Leur entreprise est alors installée dans trois petits ateliers : dans le couvent des Cordeliers, dans la partie sud de la collégiale Notre-Dame, et dans la « rue Galilée » (devenue rue du Calvaire).
En plus de leurs  productions, les frères Voruz obtiennent des commandes pour fondre des cloches. Ainsi, des églises nantaises et des environs (Sainte-Croix, Saint-Jacques, Saint-Félix…) ont des cloches signées Voruz.
L'escalier du passage Pommeraye, à Nantes et le Rhinocéros en fonte de l'esplanade du Musée d'Orsay, à Paris (œuvre du sculpteur Jacquemart) sont sortis des ateliers de la fonderie Voruz, ainsi qu'un des six  « continents » (L’Europe) exposés sur cette esplanade.

### Jean Simon
Né le 7 juin 1810, Jean Simon grandit dans les ateliers, apprend le dessin technique, l'orthographe, le calcul et à tenir un livre de compte.
À la fin de la Restauration, il accomplit un tour de France, à la manière des Compagnons. Il en profite pour rendre visite à sa famille en Suisse. Jean Simon rentre à Nantes au début de l'été et reprend, avec son frère aîné Pierre Samuel (1806-1830), la direction de l'entreprise de son père, décédé.
Lors des Journées révolutionnaires de juillet, Jean Simon est légèrement blessé lors d'une manifestation « place Louis XVI » (devenue depuis place Maréchal-Foch) à Nantes le 30 juillet, mais son frère Pierre Samuel, atteint plus gravement, meurt quelques jours plus tard le 19 août à l’hôtel-Dieu de la ville. Ce dernier sera l'une des dix victimes tuées lors de cet évènement qui seront inhumées au cimetière Miséricorde dans lequel un monument sera érigé en leur mémoire.
Un an avant ce tragique événement, les Voruz avaient réuni en un seul lieu les divers ateliers qu'ils exploitaient auparavant. C'est dans le quartier de l'actuelle place Mellinet qu'une véritable usine, capable de fondre le cuivre et le bronze, a été édifiée sur 4 000 m2 de terrain. Elle comporte 12 fourneaux et des ateliers annexes, à l'image de la menuiserie où l'on fabrique les modèles en bois.

## Fonderie Voruz et ses productions
Jean Simon Voruz réussit à développer une entreprise industrielle qui fait de Nantes un pôle important de la métallurgie française dans la deuxième moitié du XIXe siècle.
De nouveaux marchés sont en effet en train de s'ouvrir avec le développement du chemin de fer, l'arrivée des machines à vapeur et l'introduction des structures métalliques dans l'architecture... Tout cela va donner du travail aux fondeurs et Jean Simon Voruz entend bien profiter de cette nouvelle manne... En 1854, il rajoute une fonderie de fer à ses activités et l'installe dans un nouveau site sur une des îles de la Loire.
L'usine se développe et atteint plus de 1 600 ouvriers : Jean Simon Voruz rationalise, organise. Il participe activement à la vie nantaise en devenant le premier président du Conseil des Prud'hommes nouvellement créé (1841). Il est élu conseiller municipal de Nantes en 1848 (il siégera jusqu'en 1865), nommé député au Corps Législatif en 1859, avant de présider la Chambre de Commerce de Nantes entre 1865 et 1867... Jean Simon Voruz organise aussi une école d'apprentis afin de pouvoir fournir une main-d’œuvre qualifiée aux industries, alors en plein essor. Propriétaire de deux fermes, il en fera des fermes modèles.
Opérationnel en 1854, le nouveau site de la Prairie-au-Duc témoigne bien de l'esprit pratique qui anime Voruz : il a choisi un espace assez grand et qui dispose d'eau pour alimenter les machines à vapeur. L'usine se présente selon un plan rectangulaire, avec des ateliers et des bureaux encadrant une vaste cour intérieure. Elle sera agrandie en 1865
À Mellinet ou à la Prairie-au-Duc, les établissements Voruz fournissent les rivets pour les voies de chemin de fer en construction, quelques locomotives, des grues actionnées par un moteur à vapeur, des machines, des plaques d'égout ou de voirie, du matériel agricole, des clous, des pièces de marine… La fonderie fournit toujours l'État pour équiper son armée. Ainsi, les premières mitrailleuses françaises sont fabriquées par Voruz. Cependant, les deux usines travaillent encore beaucoup sur de petites séries, des commandes exclusives, ce qui empêche Jean Simon Voruz d'atteindre une stature nationale.

## Voruz et la fonte d'art
À Nantes, on peut citer la statue de Sainte-Anne, les statues de la fontaine de la place Royale, la statue de Billault, les quatre figures allégoriques de la place du Palais de Justice (actuelle place Aristide-Briand) et l’escalier du passage Pommeraye. En dehors de Nantes, on trouve la statue du maréchal Jourdan à Limoges, la statue de l’Europe d'Alexandre Schoenewerk, le Rhinocéros du Trocadéro (aujourd’hui devant le musée d’Orsay) et le groupe colossal du monument de Saint-Cast. Il réalise une statue pour le comte Branicki symbolisant la mort de son ami à côté de lui durant la guerre de Crimée, statue aujourd'hui dans la cour du Château de Montrésor

## Notabilité nantaise
Tout au long de sa vie, Jean Simon Voruz a voulu s’impliquer dans la vie civile locale. Lorsque l’ordonnance royale du 31 juillet 1840 crée le Conseil des Prud’hommes de Nantes, il en devient l’un des sept membres titulaires. Il en sera le président jusqu’en janvier 1849.
Le 18 mars 1848, il demande la naturalisation française. Devenu français, il est élu conseiller municipal puis adjoint sous les maires Colombel et Favre. Il sera réélu en 1855 et en 1860.
Jean Voruz est également élu membre de la Chambre de commerce de 1845 à 1856 puis de 1861 à 1867. Membre du bureau en 1852, il en devient président de 1865 à 1867. Il est le premier industriel à accéder à la présidence succédant à des négociants ou à des armateurs.
Le 17 décembre 1859, il devient député au Corps législatif pour la seconde circonscription de la Loire Inférieure et est nommé, en 1861, Chevalier de la Légion d’Honneur.
À la tête de la Chambre de Commerce, il se bat pour obtenir la construction d’un canal maritime entre Nantes et la mer puis, en 1882, il s’allie avec d’autres industriels pour améliorer le port de Nantes. Une campagne de dragage est entamée tandis qu’un nouveau quai est construit sur la rive gauche du fleuve.
En 1876, il est désigné par le gouvernement suisse consul de la Confédération.
Jean Simon Voruz décède le 27 octobre 1896 au château de Briord à Port-Saint-Père. Ses obsèques ont lieu le 30 octobre au temple protestant de Nantes.
Son petit-fils et héritier ne peut conserver l'usine qui commence d'ailleurs à donner des signes d'essoufflement, face à une concurrence devenue très dure.
En 1898, le département mécanique de l’entreprise est cédé aux établissements de la Brosse et Fouché, installés rue Lanoue Bras de Fer et spécialisés dans la construction navale. Devenus Société Anonyme d’Exploitation des Entreprises Voruz, ces établissements deviennent, en 1909, les Ateliers et chantiers de Bretagne.